# Peter Llewelyn Davies
Peter Llewelyn Davies MC (25 février 1897 - 5 avril 1960) est l'enfant du milieu des cinq fils d'Arthur et Sylvia Llewelyn Davies, l'un des garçons de Llewelyn Davies lié d'amitié et plus tard adopté de manière informelle par JM Barrie. Barrie l'a publiquement identifié comme la source du nom du personnage principal dans sa pièce de 1904 Peter Pan, ou The Boy Who Wouldn't Grow Up. Cette identification publique comme "l'original Peter Pan" a tourmenté Davies tout au long de sa vie, qui s'est terminée par un suicide.
Il reçoit la Croix militaire après avoir servi comme officier pendant la Première Guerre mondiale et, en 1926, fonde la maison d'édition Peter Davies Ltd. Il est le cousin germain de l'écrivaine anglaise Daphné du Maurier.

## Enfance
Davies est un bébé dans un landau lorsque Barrie se lie d'amitié avec ses frères aînés George et Jack lors de sorties à Kensington Gardens, avec leur nurse Mary Hodgson. La description originale de Barrie de Peter Pan dans The Little White Bird (1902) est celle d'un nouveau-né qui s'est échappé dans les jardins de Kensington. Cependant, selon les récits familiaux, ses frères George et Michael servent de modèles principaux pour le personnage tel qu'il est apparu dans la célèbre pièce de théâtre (1904) et plus tard dans le roman (1911), en tant que pré-adolescent.
En 1904, l'année où la pièce de théâtre de Barrie, Peter Pan, ou The Boy Who Wouldn't Grow Up, fait ses débuts au Duke of York's Theatre de Londres, la famille Davies quitte Londres et part vivre à Egerton House, un manoir élisabéthain à Berkhamsted, Hertfordshire . Leur séjour là-bas ne dure que trois ans; en 1907, le père de Davies meurt d'un cancer et sa mère ramène Davies et ses frères George, Jack, Michael et Nico à Londres. Elle aussi développe un cancer et meurt en 1910. Dans son testament, elle nomme Barrie, les oncles des garçons Crompton Llewelyn Davies et Guy du Maurier ainsi que sa mère, Emma, comme tuteurs de ses fils . Hodgson continue à servir de nurse et de mère d'adoption pour lui et ses frères, Barrie assumant les fonctions de tuteur principal et les soutenant financièrement.
Davies, comme ses frères (à part Jack), fréquente le Collège d'Eton.

## L'âge adulte
Davies se porte volontaire avec son frère George pour servir pendant la Première Guerre mondiale, et ils reçoivent tous deux des commissions en tant qu'officiers du King's Royal Rifle Corps en septembre 1914 . Il est officier des transmissions en France et passe du temps dans les tranchées; à un moment donné, il est hospitalisé avec un impétigo. En mars 1918, il atteint le grade de capitaine et est adjudant du 7e bataillon KRRC, lorsque l'offensive de printemps allemande commence. Davies prend la tête du bataillon après que leur colonel a été blessé lors d'une retraite de combat qui dure 15 jours, pour laquelle il reçoit la Croix militaire , cependant, il est émotionnellement marqué par son expérience de guerre . Son frère George est tué à l'âge de 21 ans à Ypres en mars 1915.
En 1917, alors qu'il est encore dans l'armée, Davies rencontre et commence à courtiser Vera Willoughby, d'origine hongroise  (peintre aquarelliste et illustratrice, ainsi que costumière et affichiste) , une femme mariée 27 ans plus âgée, avec une fille plus âgée que lui . Il reste avec elle pendant ses congés, ce qui scandalise Barrie et provoque une rupture entre les deux. Son ancienne infirmière et figure maternelle, Mary Hodgson, désapprouve également la liaison. La relation se poursuit au moins jusqu'à la fin de son service militaire en 1919. En 1926, il publie une édition de The Recruiting Officer de George Farquhar avec des illustrations de Willoughby .
En 1926, Davies, avec l'aide financière de Barrie, fonde une maison d'édition, Peter Davies Ltd, qui publie en 1951 l'ouvrage de sa cousine Daphné du Maurier sur leur grand-père, illustrateur et écrivain George du Maurier, The Young George du Maurier: a sélection de ses lettres 1860–67.
Il épouse Margaret Leslie Hore-Ruthven, la plus jeune fille du major-général Walter Hore-Ruthven, en 1931, et a trois fils avec elle : Ruthven (1933–1998), George (né en 1935) et Peter (1940–1989).
Il commence à détester que son nom soit associé à Peter Pan, qu'il appelait "ce terrible chef-d'œuvre". À la mort de Barrie en 1937, la majeure partie de sa succession et de sa fortune va à sa secrétaire Cynthia Asquith, et le droit d'auteur sur les œuvres de Peter Pan a déjà été accordé en 1929 au Great Ormond Street Hospital for Children à Londres. 
Il rassemble et édite des papiers et des lettres de famille dans une collection qu'il appelle la Morgue et achevée en 1950 .

## Décès
Le 5 avril 1960, après s'être attardé au bar du Royal Court Hotel, Davies, 63 ans, se dirige vers la station voisine de Sloane Square du métro de Londres et se jette sous un train alors qu'il arrive dans la gare. Le coroner statue qu'il s'est suicidé "pendant que l'équilibre de son esprit était dérangé". Les facteurs contributifs possibles à son suicide sont son alcoolisme et sa mauvaise santé (il souffrait d'emphysème), ainsi que la connaissance que sa femme et leurs trois fils ont hérité de la maladie mortelle de Huntington. Les rapports de journal de sa mort se sont référés à lui dans leurs titres comme "Peter Pan" .